# David J. Bederman
David J. Bederman (* 1961 in Atlanta; † 4. Dezember 2011 ebenda) war ein US-amerikanischer Völkerrechtler und bis zu seinem Tode Professor an der Emory Law School.
Bederman studierte bis 1983 in Princeton und bis 1984 an der London School of Economics, wo er seinen Masterabschluss erhielt. Die Promotion in Rechtswissenschaft folgte 1987 an der University of Virginia. Er wirkte als law clerk am United States Court of Appeals im 9. Bezirk, um eine entsprechende Tätigkeit 1988/89 am Iran-United States Claims Tribunal in The Hague auszuüben. 1996 wurde er an der University of London zum PhD promoviert. Nachdem er kurze Zeit als angestellter Rechtsanwalt in Washington D.C. tätig war, nahm er 1991 seine Lehrtätigkeit an der Emory Law School auf. Er erhielt unter anderem das Distinguished Fulbright Chair-Stipendium für einen Forschungsaufenthalt an der York University in Kanada.
Bedermann starb im Alter von 50 Jahren an den Komplikationen eines Blinddarmkrebses im Klinikum der Emory University.

## Veröffentlichungen (Auswahl)
- Custom as a Source of Law, Cambridge, Cambridge University Press 2010. ISBN 9780521897044
- The classical foundations of the American Constitution, prevailing wisdom, Cambridge, Cambridge University Press 2008. ISBN 9780521885362
- Spirit of International Law, University of Georgia Press, Athens 2006. ISBN 9780820326399
- International law frameworks, 2. Aufl., Foundation Press, New York 2006. ISBN 1599410265
- International law in antiquity, Cambridge, Cambridge University Press 2001. ISBN 0521791979